# Vezza d'Oglio
Vezza d'Oglio é uma comuna italiana da região da Lombardia, província de Bréscia, com cerca de 1.424 habitantes. Estende-se por uma área de 53 km², tendo uma densidade populacional de 27 hab/km². Faz fronteira com Edolo, Grosio (SO), Incudine, Monno, Ponte di Legno, Sondalo (SO), Temù, Vione.

## Demografia
| Variação demográfica do município entre 1861 e 2011                               |
|                                                                                   |
| Fonte: Istituto Nazionale di Statistica (ISTAT) - Elaboração gráfica da Wikipedia |